# École de cirque de Verdun
L'École de cirque de Verdun (ECV) est un organisme à but non lucratif situé à Montréal qui fournit différents services reliés aux arts du cirque. Elle est membre d'En Piste, le regroupement national pour les arts du cirque.

## Histoire
L'École est fondée par Michel Legault et Jacqueline Massé à Verdun, en janvier 1988, avant d'être officiellement incorporée en 1991. Elle est enregistrée comme organisme de bienfaisance par l'Agence du Revenu du Canada depuis 2003.
L'institution est située dans l'ancien aréna Guy-Gagnon depuis 1996. L'édifice appartient à l'Arrondissement de Verdun. Pour remédier au manque d'espace, il est intégralement rénové en 2016, avec le soutien financier de l'Arrondissement de Verdun et du gouvernement du Québec. L'École partage ce bâtiment avec la Maison de la culture de Verdun.
À l'occasion de son trentième anniversaire, et pour célébrer la rénovation de ses locaux, l'École a organisé en septembre 2018 un évènement de célébration, avec des ateliers en matinée et des spectacles en soirée, accompagné d'une campagne de financement.

## Activités
En tant qu'organisme à but non lucratif, l'École de cirque de Verdun s'est donné pour mission de rendre les arts du cirque accessibles à un public élargi. Dans cette optique, l'École offre plusieurs activités reliées au cirque. Ces activités constituent la majeure partie de son financement,.

### Programmes récréatifs
L'École offre des cours de cirque à visée récréative, pour les enfants de 12 mois à 14 ans, ainsi qu'aux adolescents et adultes, sans limite d'âge. Ces cours récréatifs sont offerts de septembre à main. Durant la même période, l'École accueille également les écoles dans le cadre d'ateliers scolaires d'initiation au cirque.
Lors de la période estivale, l'École offre à la place des camps de jour en cirque, adressés aux enfants.
L'École offre également ses services à des entreprises et des groupes corporatifs, à travers son offre d'évènements corporatifs, de consolidation d'équipes et de location de studios.

### Programme de formation
L'École de cirque de Verdun souhaite former la relève circassienne. Dans cette optique, elle offre également un Programme Préparatoire, afin de préparer les élèves aux auditions de l'École nationale de cirque. Il s'agit d'une des rares écoles préparatoires qui existent. Ce programme vise à préparer les élèves à une carrière professionnelle de cirque. Chacune des années de formation se conclut par un spectacle présenté par les élèves du programme, afin de les préparer à représenter devant un public.

### Engagement communautaire
L'École de cirque de Verdun collabore avec d'autres organismes communautaires afin de pouvoir offrir des activités de cirque à des communautés plus défavorisées.
En 2017, l'École collabore à une collecte de fonds au profit de la Fondation des écoles primaires de L’Île-des-Sœurs.
En 2020, l'École travaille avec l'organisme de bienfaisance Les Petits Renards pour offrir des activités de cirque à des enfants du quartier.
En 2022, l'École crée des capsules d'initiation à destination des organismes communautaires de l'arrondissement.

### Contribution à la recherche
Depuis 2022, l'École participe à des projets de recherche universitaires sur les bénéfices de la pratique et de la création circassienne sur le bien-être des adolescents.